# Octogomphus
Octogomphus is een geslacht van libellen (Odonata) uit de familie van de rombouten (Gomphidae).

## Soorten
Octogomphus omvat 1 soort:
- Octogomphus specularis (Hagen in Selys, 1859)